# Magic Kaito
Magic Kaito (まじっく快斗, Majikku Kaito) és una sèrie manga escrita i dibuixada per Gosho Aoyama, que es va començar a publicar a la revista Weekly Shōnen Sunday el 1987. Explica la història d'un lladre de guant blanc anomenat Kaito Kid. Aoyama va deixar de treballar en el manga després que es publiquessin els dos primers volums tankōbon el 1988, i només dibuixa nous capítols ocasionalment; es va publicar un tercer volum el 1994 i un quart el 2007. En Kaito Kid i altres personatges de Magic Kaito apareixen ocasionament a Detectiu Conan, una altra sèrie manga d'Aoyama que, a més, s'ha adaptat en un anime.
TMS Entertainment va produir 12 episodis especials d'animació per a la televisió, que es van estrenar entre el 2010 i el 2012. A-1 Pictures va crear una sèrie anime de 24 episodis anomenada Magic Kaito 1412 (まじっく快斗1412 en japonès), que es va emetre del 4 d'octubre del 2014 al 28 de març del 2015 per NTV.

## Argument
En Kaito Kuroba és un estudiant d'institut. El seu pare es va morir fa vuit anys en estranyes circumstàncies. Vuit anys després dels fets, descobreix la identitat secreta del seu pare: un famós criminal internacional anomenat Kaito Kid. També s'assabenta que una misteriosa organització el va assassinar perquè va intentar robar una joia que ells també cercaven. L'objectiu de la citada organització és trobar en un any la gemma de Pandora, una pedra mística que, segons la llegenda, deixa anar llàrgrimes durant el pas del cometa Volley (cosa que passa només cada deu mil anys): beure aquestes llàgrimes atorga immortalitat.
En Kaito Kuroba decideix impedir els plans de l'organització, i assumeix la identitat de lladre del seu pare mentre comença la cerca de la gemma de Pandora.

## Personatges
- Kaito Kuroba (黒羽 快斗 Kuroba Kaito): El protagonista. Un noi de 17 anys intel·ligent i arrogant, i un expert il·lusionista. Com a Kaito Kid, apareix ocasionalment a la sèrie Detectiu Conan com a antagonista. N'està molt de la seva amiga de la infància Aoko Nakamori, a qui molesta constantment. L'alter ego de Kuroba és en Kaito Kid, un lladre de guant blanc que anuncia públicament els seus robatoris, i després de cometre'ls torna els objectes als propietaris. Ocasionalment el repten altres lladres d'arreu del món, com Kaito Corbeau.
- Aoko Nakamori (中森 青子 Nakamori Aoko): Amiga de la infància d'en Kaito Kid. És tossuda i impulsiva. Es baralla tot sovint amb en Kaito a l'escola. N'està molt, d'en Kaito, però no ho vol admetre. És la filla de l'inspector Nakamori.

## Especials de televisió
| EP# | Títol | Adaptat de Magic Kaito | Data d'estrena          |
| --- | --- | ---------------------- | ----------------------- |
| 1   | El renaixement del Lladre Fantasma "Yomigaeru Kaitō" (蘇る怪盗)                                                | 1                      | 17 d'abril del 2010     |
| 2   | El dia atrafegat d'en Kaito Kid "Kaitō Kiddo no Isogashii Dēto" (怪盗キッドの忙しいデート)                     | 4                      | 6 d'agost del 2011      |
| 3   | La princesa prefereix la màgia "Ōjo-sama wa Majikku ga o Suki" (王女様はマジックがお好き)                      | 2                      | 13 d'agost del 2011     |
| 4   | Una bruixa no dona llàgrimes "Majo wa Namida o Kobosanai" (魔女は涙をこぼさない)                               | 6 i 11                 | 24 de setembre del 2011 |
| 5   | L'aniversari blau predestinat "Unmei no Burū Bāsudē" (運命のブルーバースデー)                                  | 19                     | 29 d'octubre del 2011   |
| 6   | Amor en els vessants de la vigília de Nadal "Seiya (Ivu) wa Koisuru Gerende de" (聖夜(イヴ)は恋するゲレンデで) | 7                      | 24 de desembre del 2011 |
| 7   | Els rivals brillants "Kareinaru Raibaru-tachi" (華麗なるライバルたち)                                          | 14 i 15                | 4 d'agost del 2012      |
| 8   | El secret de la Red Tear "Reddo Tiā no Himitsu" (レッド・ティアーの秘密)                                       | 22                     | 11 d'agost del 2012     |
| 9   | Una bruixa, un detectiu i el Lladre Fantasma ""Majo to tantei to kaitō (魔女と探偵と怪盗)                      | 17                     | 29 de setembre del 2012 |
| 10  | Els records del Golden Eye ""Tsuioku no gōruden ai (追憶のゴールデン·アイ)                                     | 25-26                  | 3 de novembre del 2012  |
| 11  | Les llàgrimes del Crystal Mother "Namida no Kurisutaru Mazā" (涙のクリスタル・マザー)                          | 21                     | 22 de desembre del 2012 |
| 12  | Les llàgrimes d'amor del cavaller de la nit ""Ai to Kanashimi no Dāku Naito (哀と悲しみのダーク・ナイト)       | 27-28                  | 29 de desembre del 2012 |

## Sèrie de televisió
Del 4 d'octubre del 2014 al 28 de març del 2015, es va emetre per NTV la sèrie d'anime de 24 episodis Magic Kaito 1412 (まじっく快斗1412).
| EP# | Títol | Adaptat de Magic Kaito | Data d'estrena          |
| --- | --- | ---------------------- | ----------------------- |
| 1   | El retorn d'en Kaito Kid "Yomigaeru Kaitō Kiddo" (蘇る怪盗KID)                                                                                | 1                      | 4 d'octubre del 2014    |
| 2   | Blue Birthday "Burū Bāsudei" (ブルーバースデイ)                                                                                               | 19                     | 11 d'octubre del 2014   |
| 3   | L'estafador contra el mag "Hasurā VS Majishan" (ハスラーVSマジシャン)                                                                         | 13                     | 18 d'octubre del 2014   |
| 4   | Apareix un gran detectiu "Meitantei wa Hakujitsu no Moto ni" (名探偵は白日の下に)                                                             | 15                     | 25 d'octubre del 2014   |
| 5   | La temptadora escarlata "Hiiro no Yūwaku" (緋色の誘惑)                                                                                        | 6                      | 1 de novembre del 2014  |
| 6   | Black Star "Burakku Sutā" (ブラックスター) | 23 i 24                | 8 de novembre del 2014  |
| 7   | El dia atrafegat d'en Kaito Kuroba "Kuroba Kaito no Isogashii Kyūjitsu" (黒羽快斗の忙しい休日)                                                | 4                      | 15 de novembre del 2014 |
| 8   | Encant adult "Otona no Omajinai" (大人のおまじない)                                                                                           | 10                     | 22 de novembre del 2014 |
| 9   | L'arribada de la Phantom Lady "Fantomu Redi Tōjō" (怪盗淑女 登場)                                                                             | 29 i 30                | 29 de novembre del 2014 |
| 10  | La Phantom Lady i el tresor de Ryoma "Fantomu Redi to Ryoma no Otakara" (怪盗淑女と龍馬のお宝)                                                | -                      | 6 de desembre del 2014  |
| 11  | En Kid, en Conan i la il·lusió del tresor de Ryoma "Kiddo Konan no Ryōma Otakara Iryūjon" (KID コナンの龍馬お宝イリュージョン)                | -                      | 13 de desembre del 2014 |
| 12  | La vigília de Nadal: dos Kaito Kid "Seiya - Futari no Kaitō Kiddo" (聖夜・二人の怪盗KID)                                                      | 14                     | 27 de desembre del 2014 |
| 13  | Allunya-te'n "Kare kara Te o Hīte" (彼から手をひいて)                                                                                         | 7                      | 10 de gener del 2015    |
| 14  | Crystal Mother "Kurisutaru Mazā" (クリスタル・マザー)                                                                                         | 21                     | 17 de gener del 2015    |
| 15  | La princesa i la improvisació del lladre "Ōjo to Dorobō no Sokkyōgeki" (王女と泥棒の即興劇)                                                   | 2                      | 24 de gener del 2015    |
| 16  | En Kid contra en Conan: el miracle de caminar per l'aire "Kiddo VS Konan Kiseki no Kūchū Hokō" (KID VS コナン 奇跡の空中飛行)                 | -                      | 31 de gener del 2015    |
| 17  | Green Dream "Gurīn Dorīmu" (グリーンドリーム)                                                                                                 | 20                     | 7 de febrer del 2015    |
| 18  | Golden Eye (I): El desafiament de Chat Noir "Gōruden Ai (Zenpen) Shanowāru no Chōsen" (ゴールデン・アイ《前編》 黒猫の挑戦)                   | 25                     | 14 de febrer del 2015   |
| 19  | Golden Eye (II): En Kid contra Chat Noir: Desenllaç "Gōruden Ai (Kōhen) Ketchaku Kiddo vs Shanowāru" (ゴールデン・アイ《後編》 決着KIDvs黒猫) | 26                     | 21 de febrer del 2015   |
| 20  | Dark Knight "Dāku Naito" (ダーク・ナイト) | 27 i 28                | 28 de febrer del 2015   |
| 21  | En Kid contra en Conan: Teletransportació sota la llum de la lluna "Kiddo VS Konan Gekka no Shunkan Idō" (KIDvsコナン 月下の瞬間移動)         | 17                     | 7 de març del 2015      |
| 22  | Red Tear "Reddo Tiā" (レッド.ティアー) | 22                     | 14 de març del 2015     |
| 23  | Midnight Crow (I): Es diu Kaito Corbeau! "Middonaito Kurō (Zenpen) Sono Na wa Kaitō Korubō!" (真夜中の烏 《前編》 その名は怪盗コルボー！)     | 31                     | 21 de març del 2015     |
| 24  | Midnight Crow (II): Xoc! Blanc o negre!? "Middonaito Kurō (Kōhen) Gekitotsu! Shiro ka Kuro ka!?" (真夜中の烏 《後編》 激突！白か黒か！？)     | 32 i 33                | 28 de març del 2015     |